# 31885 Greggweger
31885 Greggweger este o planetă minoră (asteroid) din centura de asteroizi. A fost descoperită pe 29 martie 2000 la Experimental Test Site⁠(d) de Lincoln Near-Earth Asteroid Research. 
Obiectul prezintă o orbită caracterizată de o semiaxă mare de 2,4340509 UAi, o excentricitate de 0,15, o înclinație de 2,42359 ° în raport cu ecliptica.